# Benoît Laffineur
Pour les articles homonymes, voir Laffineur.
Benoît Laffineur, né le 30 octobre 1957, est un nageur français. Il participe au relais 4 x 200 mètres nage libre aux Jeux Olympiques d'été de 1976 et finit cinquième.